# پیوتر نالیچ
پیوتر نالیچ (به انگلیسی: Peter Nalitch) (زاده ۳۰ آپریل ۱۹۸۱) خواننده روس است.
او در مسابقه آواز یوروویژن ۲۰۱۰ نماینده روسیه بود.